# Trae Young
Rayford Trae Young (Lubbock, 19 settembre 1998) è un cestista statunitense che gioca come playmaker negli Atlanta Hawks.

## Caratteristiche tecniche
Ispiratosi a Steve Nash e Stephen Curry, a cui è stato successivamente paragonato, è bravo a tirare dal palleggio, a giocare in pick and roll e in penetrazione. Dispone di un'ottima visione di gioco. È una minaccia sia in area che dalla lunga distanza. Pecca difensivamente, dove paga la poca altezza e il fisico.

## Gli inizi
Young è nato a Lubbock, in Texas. Suo padre al college ha giocato a pallacanestro nei Texas Tech Red Raiders. Al liceo ha frequentato la  Norman North High School. Nel 2016 ha partecipato ai campionati americani maschili di pallacanestro Under-18 in Cile con la vittoriosa formazione statunitense e nel 2017 al McDonald's All-American Game.

## College
Per il college decide di restare in Oklahoma, firmando per i Sooners. Durante la stagione realizza notevoli prestazioni, tanto che dopo la vittoria sugli Oregon Ducks viene paragonato a Stephen Curry. Dopo aver infranto numerosi record, conclude la stagione con la media di 27,4 punti, 8,7 assist e 3,9 rimbalzi a partita.

## NBA

### Atlanta Hawks

#### Stagione da rookie (2018-19)
Dopo una sola stagione al college, decide di dichiararsi eleggibile al Draft NBA 2018. Viene scelto come quinta scelta assoluta dai Dallas Mavericks, ma viene scambiato immediatamente con gli Atlanta Hawks in cambio di Luka Dončić ed una futura prima scelta. Il 21 ottobre 2018, nella vittoria contro i Cleveland Cavaliers, con 35 punti e 11 assist diventa uno dei pochi rookie a riuscire a fare almeno 35 punti e 10 assist (unendosi, in questa speciale classifica, a giocatori come LeBron James e Stephen Curry, l'ultimo a riuscirci prima di lui). Il 1º marzo 2019 mette a segno 49 punti e 16 assist in una sconfitta dopo 4 supplementari contro i Chicago Bulls, diventando il primo rookie della storia a mettere a segno almeno 45 punti e 15 assist in una partita. Finisce la stagione con 19,1 punti, 3,7 rimbalzi e 8,1 assist di media a partita, finendo secondo (dietro a Luka Dončić) nella corsa al premio di Rookie of the Year.

#### L'ascesa a stella (2019-20)

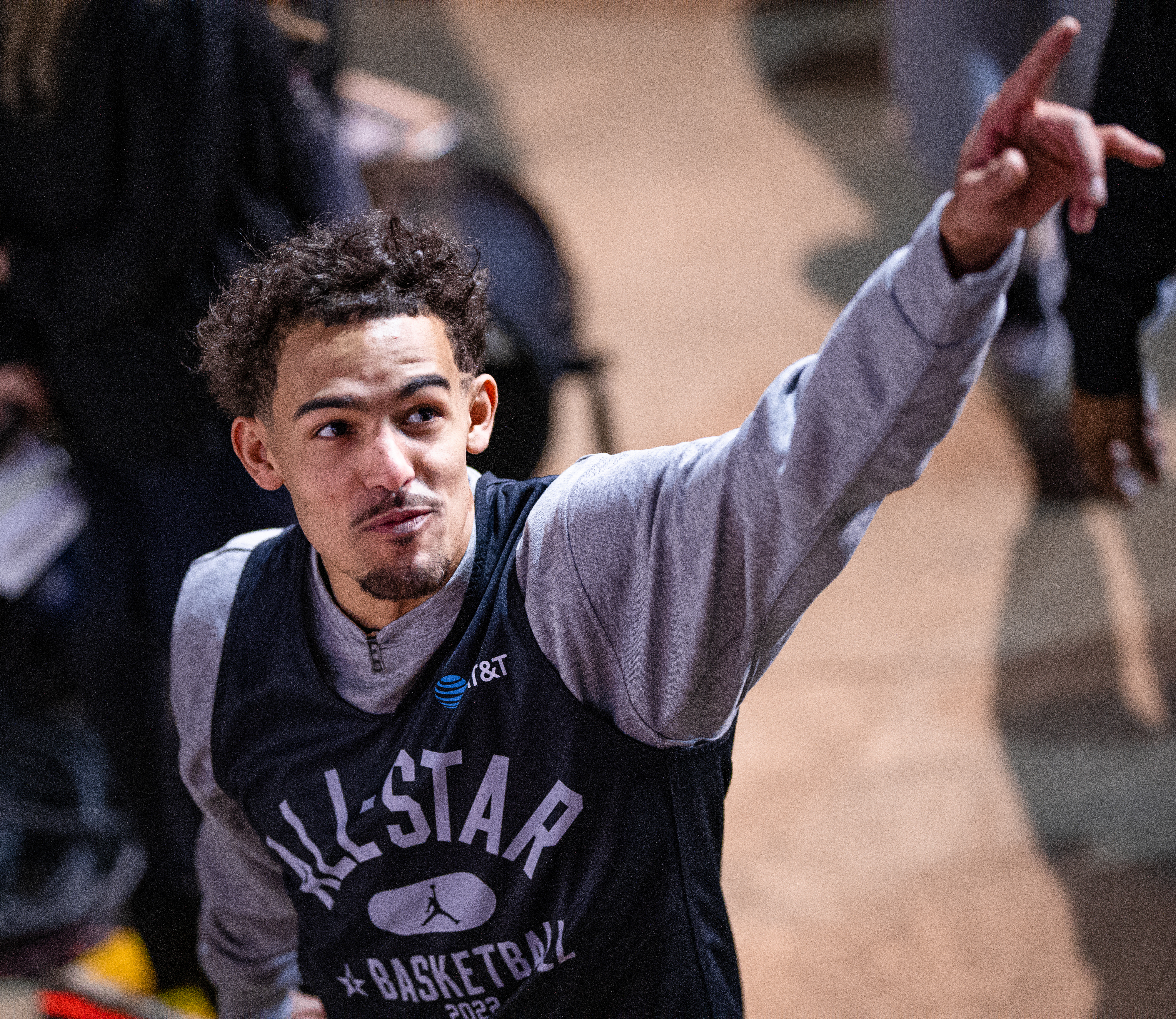
Young all’NBA All-Star Weekend 2022

La seconda stagione vede Young imporsi come stella indiscussa della squadra e come All-Star, dove viene convocato come riserva. Il 20 febbraio realizza un nuovo career high in punti, realizzandone 50 contro i Miami Heat. Young chiude la stagione con 29,6 punti, 4,3 rimbalzi e 9,3 assist di media a partita, con 28 doppie doppie e 2 triple doppie, migliorando esponenzialmente in fase offensiva. Nella stagione 20-21 la crescita del giocatore lo porta a guidare gli Atlanta Hawks, dei quali si è ormai imposto come stella, fino alle finali di conference, dove verranno sconfitti dai Milwaukee Bucks. 

## Statistiche
| * | Primo nella lega |

### NCAA
| Anno      | Squadra          | PG | PT | MP   | TC%  | 3P%  | TL%  | RP  | AP  | PRP | SP  | PP   |
| --------- | ---------------- | -- | -- | ---- | ---- | ---- | ---- | --- | --- | --- | --- | ---- |
| 2017-2018 | Oklahoma Sooners | 32 | 32 | 35,4 | 42,3 | 36,1 | 86,1 | 3,9 | 8,7 | 1,7 | 0,3 | 27,4 |
| Carriera  | Carriera         | 32 | 32 | 35,4 | 42,3 | 36,1 | 86,1 | 3,9 | 8,7 | 1,7 | 0,3 | 27,4 |

#### Massimi in carriera
- Massimo di punti: 48 vs Oklahoma State (20 gennaio 2018)[11]
- Massimo di rimbalzi: 11 vs Texas Christian (13 gennaio 2018)
- Massimo di assist: 22 vs Northwestern State (19 dicembre 2017)
- Massimo di palle rubate: 4 (2 volte)
- Massimo di stoppate: 2 vs Nebraska-Omaha (17 marzo 2017)
- Massimo di minuti giocati: 43 vs Oklahoma State (20 gennaio 2018)

### NBA

#### Regular Season
| Anno      | Squadra       | PG  | PT  | MP   | TC%  | 3P%  | TL%  | RP  | AP   | PRP | SP  | PP   |
| --------- | ------------- | --- | --- | ---- | ---- | ---- | ---- | --- | ---- | --- | --- | ---- |
| 2018-2019 | Atlanta Hawks | 81  | 81  | 30,9 | 41,8 | 32,4 | 82,9 | 3,7 | 8,1  | 0,9 | 0,2 | 19,1 |
| 2019-2020 | Atlanta Hawks | 60  | 60  | 35,3 | 43,7 | 34,3 | 86,0 | 4,3 | 9,3  | 1,1 | 0,1 | 29,6 |
| 2020-2021 | Atlanta Hawks | 63  | 63  | 33,7 | 43,8 | 36,1 | 88,6 | 3,9 | 9,4  | 0,8 | 0,2 | 25,3 |
| 2021-2022 | Atlanta Hawks | 76  | 76  | 34,9 | 46,0 | 38,2 | 90,4 | 3,7 | 9,7  | 0,9 | 0,1 | 28,4 |
| 2022-2023 | Atlanta Hawks | 73  | 73  | 34,8 | 42,9 | 33,5 | 88,6 | 3,0 | 10,2 | 1,1 | 0,1 | 26,2 |
| 2023-2024 | Atlanta Hawks | 54  | 54  | 36,0 | 43,0 | 37,3 | 85,5 | 2,8 | 10,8 | 1,3 | 0,2 | 25,7 |
| 2024-2025 | Atlanta Hawks | 76  | 76  | 36,0 | 41,1 | 34,0 | 87,5 | 3,1 | 11,6 | 1,2 | 0,2 | 24,2 |
| Carriera  | Carriera      | 483 | 483 | 34,4 | 43,3 | 35,2 | 87,3 | 3,5 | 9,8  | 1,0 | 0,2 | 25,3 |
| All-Star  | All-Star      | 2   | 2   | 17,4 | 39,1 | 33,3 | -    | 2,5 | 10,0 | 1,0 | 0,0 | 11,5 |

#### Play-off
| Anno     | Squadra       | PG | PT | MP   | TC%  | 3P%  | TL%  | RP  | AP    | PRP | SP  | PP   |
| -------- | ------------- | -- | -- | ---- | ---- | ---- | ---- | --- | ----- | --- | --- | ---- |
| 2021     | Atlanta Hawks | 16 | 16 | 37,7 | 41,8 | 31,3 | 86,6 | 2,8 | 9,5   | 1,3 | 0,0 | 28,8 |
| 2022     | Atlanta Hawks | 5  | 5  | 37,3 | 31,9 | 18,4 | 78,8 | 5,0 | 6,0   | 0,6 | 0,0 | 15,4 |
| 2023     | Atlanta Hawks | 6  | 6  | 38,3 | 40,3 | 33,3 | 86,0 | 3,7 | 10,2* | 1,7 | 0,7 | 29,2 |
| Carriera | Carriera      | 27 | 27 | 37,8 | 40,2 | 29,7 | 85,2 | 3,4 | 9,0   | 1,2 | 0,1 | 26,4 |

#### Massimi in carriera
- Massimo di punti: 56 vs Portland Trail Blazers (3 gennaio 2022)[12]
- Massimo di rimbalzi: 13 vs Houston Rockets (8 gennaio 2020)
- Massimo di assist: 22 vs Cleveland Cavaliers (28 novembre 2024)
- Massimo di palle rubate: 5 (2 volte)
- Massimo di stoppate: 2 (3 volte)
- Massimo di minuti giocati: 56 vs Chicago Bulls (1º marzo 2019)

## Palmarès

### Individuale

#### High school
- McDonald's All-American Game (2017)

#### NCAA
- BIG 12 Freshman of the Year (2018)
- All-BIG 12 First Team (2018)
- All-BIG 12 Freshman Team (2018)
- All-America First Team (2018)

#### NBA
- NBA All-Rookie First Team (2019)
- Convocazioni per l'NBA All-Star Game: 3

2020, 2022, 2024
- All-NBA Team: 1

Third Team: 2022
- Miglior assist-man della stagione NBA: 2025

## Record

### NCAA
- Uno dei due freshman di sempre (insieme a Sharife Cooper) a chiudere una stagione con almeno 20 punti e 8 assist di media a partita.
- Uno dei cinque giocatori della storia a chiudere una partita di Division I con almeno 22 assist realizzati.

### NBA
- Il 28 dicembre 2022 raggiunge il record di 800 triple segnate in carriera, è l'unico giocatore ad aver segnato così tanti tiri da tre punti all'età di 24 anni.
- Unico giocatore con almeno 45 punti e 10 assist in una partita delle finali di conference.
- Uno dei due giocatori (insieme a LeBron James nel 2018) a far registrare 28 punti e 9 assist di media in una singola postseason.[13]
- Unico giocatore della storia a guidare sia l'NBA sia l'NCAA in punti e assist (totali) nella stessa stagione.